# Combate del Espinillo
El combate de El Espinillo (también referido como batalla del Espinillo) fue un enfrentamiento que tuvo lugar el 22 de febrero de 1814 en los campos del Arroyo Espinillo, Provincia de Entre Ríos, en la República Argentina. El lugar exacto del combate está ubicado a unos 25 km al este de la ciudad de Paraná, cerca de un puente en la actual Ruta Nacional N° 18. Fue la primera batalla de la guerra civil rioplatense, que dividiría al país entre unitarios y federales hasta 1880, y dio a los federales artiguistas el control del oeste de la Provincia de Entre Ríos.
El 20 de enero de 1814 José Gervasio Artigas abandonó con más de 3000 hombres el sitio de Montevideo en desacuerdo con la política del director supremo Gervasio Antonio de Posadas, luego de que la Asamblea del año XIII rechazara a los diputados orientales artiguistas.

Artigas se dirigió hacia la Villa de Belén, cerca de la cual estableció su Cuartel General en los potreros de Arerunguá (Departamento de Salto). Posadas respondió con un decreto del 11 de febrero, declarándolo traidor y enemigo de la patria, ofreciendo 6000 pesos a quien lo entregara vivo o muerto. Por esas razones Artigas declaró la guerra al Directorio porteño.
El 20 de febrero de 1814 el comandante de la Villa de Paraná, teniente coronel Eusebio Hereñú, reconoció a Artigas como Protector de los Pueblos Libres, desconociendo la dependencia de la Tenencia de Gobierno de Santa Fe a la cual estaba sujeta Entre Ríos desde 1810, y estableció de hecho la autonomía de la provincia. Hereñú sustituyó a Andrés Pazos por José Gregorio González como alcalde de primer voto del Cabildo de Paraná. 
Para frenar el avance de los federalistas y para capturar a Artigas, Posadas ordenó al coronel prusiano barón Eduardo Kaunitz de Holmberg que alistara 400 soldados con artillería en Santa Fe y pasara a Entre Ríos, en donde debía reunirse con las tropas que pudiera alistar el recientemente nombrado (en enero) comandante de Entre Ríos, coronel Hilarión de la Quintana, el cual se hallaba en Concepción del Uruguay. 
Entre las instrucciones que recibió von Holmberg estaban:

El primer objeto de su comisión es apoderarse de todos modos y a cualquier costa de la persona de don José Artigas (...)

Luego que esté en disposición de hostilizar lo hará infatigablemente, cortando víveres, convoyes, estorbando la reunión de las familias y de gentes armadas o inermes, desmembrándole las que tenga reunidas ya por medios de dispersión, ya por premios que ofrecerá a los que lo abandonen y el de 6 mil pesos al que lo entregue vivo o muerto al citado Artigas (...)

Si llegara a apoderarse de éste o de las personas de Barreiro, Torgués o Texo, los hará fusilar (...)

Para que pueda proceder con la debida legalidad publicará el día 16, así en las divisiones militares como en los pueblos de Entre Ríos, un bando en que se declare traidores a la Patria a Artigas y sus cómplices. El bando se remitirá oportunamente (...)

Ante el cruce del río Paraná por las fuerzas directoriales, el coronel artiguista Fernando Otorgués, desde Paysandú, cruzó el río Uruguay por el Paso de Vera y ocupó Concepción del Uruguay y Gualeguaychú, desalojando a Hilarión de la Quintana, marchando luego aceleradamente hacia la Villa de Paraná, que fue ocupada por von Holmberg.
El 22 de febrero de 1814 la columna de Otorgués, junto con las fuerzas de Hereñú, secundado por el sargento mayor Juan León Sola, derrotaron a von Holmberg en El Espinillo. Otorgués respetó las vidas de von Holmberg y de la Quintana y luego los liberó. 
A consecuencia de esta victoria, el 23 de abril se declaró la independencia de los pueblos de Entre Ríos y el Directorio inició negociaciones con Artigas, enviándole delegados que aceptaron los planteos federalistas pero fueron negados por Buenos Aires.
Con el mismo nombre, en un banco del río Paraná llamado "Espinillo" (ubicado frente a la ciudad de Rosario), se desarrollaría en 1893 un combate naval entre las fuerzas revolucionarias y el gobierno nacional.